# Tuberidelus flavicephalus
Tuberidelus flavicephalus är en stekelart som beskrevs av Chen och Van Achterberg 1997. Tuberidelus flavicephalus ingår i släktet Tuberidelus och familjen bracksteklar. Inga underarter finns listade i Catalogue of Life.